# A1407PT
簡単ケータイ A1407PT(かんたんけーたい えーいちよんまるななぴーてぃー)は、韓・パンテック（輸入発売元・パンテックワイヤレスジャパン）が開発し、KDDIおよび沖縄セルラー電話のauブランドで発売したCDMA 1X（後のau 3G）対応携帯電話である。

## 概要
A1400シリーズとしては最後に開発され、最後に発売された音声用端末。骨伝導スピーカーが搭載されている。同社のA1405PTやA1406PT同様、EZアプリ（BREW）には対応せず、同社が独自に本機専用に開発したJavaプラットフォームが用いられる。2009年（平成21年）6月の時点において、既存のCDMA 1Xに対応した音声用端末として且つ、新品で入手することが可能なのは、唯一この機種のみとなっていたが、翌月をもって販売終了となった。

## 歴史
- 2007年（平成19年）10月16日：KDDI、およびパンテックワイヤレスジャパンより公式発表。
- 2007年11月12日：東北、北陸、関東、中部、関西、中国、四国地区にて発売。
- 2007年11月13日：上記以外の残りの地区にて発売。
- 2009年（平成21年）7月：販売終了。
- 2012年（平成24年）7月22日 - L800MHz（旧800MHz帯・CDMA Band-Class 3）帯によるサービスの停波によりそれ以降、この機種は利用不可能となる。

## 対応サービス
- EZ着うた
- EZ待ちうた
- EZムービー
- ムービーメール(L)
- フォトメール

## 注
1. ↑  最厚部は27mm。